# Me vs. Me
| Оценки критиков     | Оценки критиков |
| Источник            | Оценка          |
| ------------------- | --------------- |
| AllMusic            | [ 4 ]           |
| Clash               | 5/10            |
| The Harvard Crimson | [ 1 ]           |
| HipHopDX            | 3.2/5           |

Me vs. Me — третий микстейп американского рэпера NLE Choppa. Он был выпущен лейблом Warner Records 28 января 2022 года. Альбом содержит гостевые участия от Янга Тага, Polo G, G Herbo и Moneybagg Yo.

## История и продвижение
Изначально альбом должен был выйти 17 декабря 2021 года. Позже NLE Choppa перенес его на четыре недели — на 14 января 2022 года, а затем еще на неделю — на 21 января 2022 года. В изначально запланированную дату релиза NLE Choppa дал интервью HotNewHipHop и сообщил, что Янг Таг и Moneybagg Yo примут участие в проекте. Он высказал свое мнение по этому поводу:
Me vs. Me - это, по сути, концептуальный проект, который я давно хотел выпустить. Я выбрал несколько старых песен и еще больше новых, чтобы люди могли увидеть, как я вырос в музыкальном плане. В то же время, я все еще говорю о том, что моя основная часть поклонников хотела бы услышать от меня.NLE Choppa, 
20 января релиз альбома был отложен еще на неделю. По словам артиста, это было сделано из уважения к сборнику Long Live Young Dolph, который был выпущен на той неделе в память о Young Dolph.

## Синглы
Ведущий сингл микстейпа, «Final Warning», был выпущен 30 апреля 2021 года. Второй сингл, «Mmm Hmm», был выпущен 13 августа 2021 года. Третий сингл, «Jumpin», в записи которого принял участие американский рэпер Polo G, был выпущен 5 ноября 2021 года. Четвертый сингл, «I.Y.B.», был выпущен 19 ноября 2021 года. Пятый сингл, «Drop Shit», был выпущен 17 декабря 2021 года. Шестой и последний сингл, «Too Hot», в котором присутствует гостевой куплет американского рэпера Moneybagg Yo, был выпущен 14 января 2022 года. 28 января 2022 года, в тот же день, когда вышел микстейп, был выпущен седьмой сингл, «Shotta Flow 6», а также клип на него.

## Список композиций
| №                   | Название                                   | Автор(ы) | Продюсер(ы)                                           | Длительность |
| ------------------- | ------------------------------------------ | --- | ----------------------------------------------------- | ------------ |
| 1.                  | «Shotta Flow 6»                            | Bryson Potts, Alex Petit и Ryan Nerby | CashMoneyAP и King Fisher                             | 3:12         |
| 2.                  | «Push It» (при участии Янга Тага)          | Potts, Jeffery Williams, Lloyd Sekyere, Hidde Ament и Almer Ament | Yung Milly и Ament                                    | 3:30         |
| 3.                  | «Jumpin» (при участии Polo G)              | Potts, Taurus Bartlett, Petit, Kiowa Roukema, Carlos Muñoz, Daniel Moras Raab, Dounia Aznou, Carter Lang, Jordan Waré, Kaniel Castaneda, Damico Hammel, Turrell Sims и Clifford Owuor | CashMoneyAP, YoungKio, Lang, Loshendrix, Moras и Yume | 3:01         |
| 4.                  | «Trap Phone»                               | Potts, Joshua Luellen и Lewis Ellis | Southside и Ellis Lost                                | 3:20         |
| 5.                  | «Final Warning»                            | Potts и Elisner Joseph | Damn E                                                | 2:36         |
| 6.                  | «I.Y.B.»                                   | Potts и Christopher Rosser | Quay Global                                           | 1:32         |
| 7.                  | «Stompin»                                  | Potts, Aidan Barrett и Raphael Udo III | DracoKid и Sacaii                                     | 3:15         |
| 8.                  | «Change My Ways»                           | Potts, Samuel Jimenez, Joshua Parker и Omar Gomez | Smash David, OG Parker и Beat Menace                  | 3:17         |
| 9.                  | «Ima Dogg»                                 | Potts и Petit | CashMoneyAP                                           | 4:17         |
| 10.                 | «Mmm Hmm»                                  | Potts, Dylan Berg, Mikul Thomas и Carson Stewart | Iceberg, Mike Mvjor и DJ Khaled's Son                 | 3:04         |
| 11.                 | «Still Hood»                               | Potts, Petit и Moras Raab | CashMoneyAP и Moras                                   | 4:35         |
| 12.                 | «Drop Shit»                                | Potts, Danny Snodgrass, Jr., Nicholas Mira, Cody Rounds и Mason Wu | Taz Taylor, Nick Mira, Cxdy и Wu                      | 3:19         |
| 13.                 | «Chicago to Memphis» (при участии G Herbo) | Potts, Herbert Wright III, Tiquon Pryor, Elijah Gull и Gorelov Aleksandrovich | TP808, Chosen 1 и Doc Playboi                         | 3:29         |
| 14.                 | «Too Hot» (при участии Moneybagg Yo)       | Potts, Demario White, Jr., Chase Rose и Vincent Desrosiers | ChaseTheMoney и Desro                                 | 3:36         |
| 15.                 | «Lick Me Baby»                             | Potts и Yonatan Goldstein | Johnny Goldstein                                      | 2:53         |
| 16.                 | «Youngest to Do It»                        | Potts, Udo III и Aleksandr Feoktistov | Soundmain и DracoKid                                  | 4:17         |
| Общая длительность: | Общая длительность:                        | Общая длительность: | Общая длительность:                                   | 53:13        |

## Чарты
| Чарт (2022)                            | Высшая позиция |
| -------------------------------------- | -------------- |
| Канада (Canadian Albums Chart)         | 32             |
| США (Billboard 200)                    | 14             |
| США (Billboard Top R&B/Hip-Hop Albums) | 8              |